# Cleistanthus kasaiensis
Cleistanthus kasaiensis là một loài thực vật có hoa trong họ Diệp hạ châu. Loài này được J.L�onard mô tả khoa học đầu tiên năm 1960.